# Danny Quinn
Danny Quinn (* 16. April 1964 in Rom, Italien als Daniele Anthony Quinn) ist ein italienischer Filmschauspieler, Filmregisseur, Drehbuchautor und Filmproduzent.

## Leben
Danny Quinn, Sohn des verstorbenen Schauspielers Anthony Quinn (1915–2001) und dessen zweiter Ehefrau Yolanda Addolori (Hochzeit 1966), und Bruder des verstorbenen Schauspielers Francesco Quinn steht seit 1986 als Schauspieler vor der Kamera.
Zu seinen bekanntesten Spielfilmen gehören die im Jahr 2001 entstandenen Filme: Maria Magdalena, Judas sowie Thomas. In diesen drei Filmen verkörperte er jeweils Jesus von Nazaret.
In David and Lola von 1999 verkörperte er nicht nur die Hauptrolle, sondern führte auch Regie, schrieb das Drehbuch, produzierte und leitete das Casting.
Zwischen 1991 und 1993 war Danny Quinn mit der Schauspielerin Lauren Holly verheiratet, die beiden ließen sich jedoch scheiden.

## Filmografie (Auswahl)
- 1988: Stradivari
- 1989: Die Verlobten (I promessi sposi) (TV-Miniserie)
- 1993: Space Rangers
- 2000: Maria Magdalena (Maria Maddalena) (Fernsehfilm)
- 2001: Judas (Giuda) (Fernsehfilm)
- 2001: Thomas (Tommaso) (Fernsehfilm)